# Фердинанд Винченц Кински фон Вхинитц и Теттау
Фердинанд Винсент Рудольф, граф Кински фон Вхинитц унд Тетау (8 сентября 1866, Дорнау — 3 февраля 1916, Вена) — чешский дворянин, австро-венгерский офицер и придворный.
Тайный советник, камергер, подполковник, высший камергер императорского двора, кавалер ордена Золотого руна, владелец Гораждёвице и усадьбы Моравски-Крумлов.

## Биография
Происходил из княжеского рода чешского дворянского рода Кинских.
Был третьим и младшим сыном князя Фердинанда Бонавентуры Кински (1834–1904) и принцессы Марии Лихтенштейнской. Как младший сын князя, он носил графский титул и с юных лет служил в армии, в 1884 г. был назначен императорским камергером. В армии он дослужился до звания драгунского подполковника, за это время получил Орден Железной Короны III класса (1898 г.) и ордена Леопольда (1906 г.). После окончания действительной военной службы работал при императорском дворе, в 1907 г. был назначен тайным советником, а в 1908 г. получил орден Франца-Иосифа. В 1912 году получил Большой крест ордена Леопольда. В 1909–1916 годах занимал должность Обер-шталмейстера при дворе. Был награжден орденом Золотого руна (1915; был восьмым и последних награжденным этим орденом в семье Кинских).
Граф Фердинанд перенес инсульт 3 февраля 1916 года и умер в своем венском дворце в возрасте всего сорока девяти лет.

## Брак и дети
В 1892 году в Праге он женился на принцессе Аглае Ауэрсперг (1868–1919), дочери бывшего премьер-министра Австрии принца Адольфа Ауэрсперга (1821–1885). От их брака родилось семеро детей. Старший сын Ульрих унаследовал княжеский титул и поместья в северной и восточной Чехии от своего дяди Рудольфа, у которого родилось 5 дочерей, но не было сына. Младшие сыновья Фердинанда разделили поместья Гораждёвице и Моравски-Крумлов. Три дочери вышли замуж за потомков старых дворянских семей и крупных землевладельцев Богемии (Букуа, Вальдштейн, Траутмансдорфы).
- Ульрих Фердинанд 10-й князь Кински[чеш.] (1893-1938), женился в 1918 г. на Каталин Сечени де Шарвар-Фельшвидек (1893 -1968), развод в 1930 году, 3 детей. В 1932 г. женился на Матильде фон дем Буше-Хадденхаузен (1900-1974), 3 детей. Наследник княжеского титула, владелец крупных поместий Хоцень, Злонице[чеш.], Ческа-Каменице.  Ему наследовал самый младший из детей Ульрих Фердинанд Кински[чеш.] (1936-2009).
- Эрнестина Антони (1895-1969), вышла замуж в 1921 г. за  Вильдериха Иосифа графа фон Шпее (1887-1967).
- Мария Валерия (1896-1963), вышла замуж в 1914г. за Карла Иржи, графа Букуа де Лонгеваль[чеш.] (1885-1952), камергера, лейтенанта, владельца поместий Нове-Гради, Рожмберк-над-Влтавоу, 6 детей.
- Рудольф Антонин (1898-1965), владелец имения Моравски-Крумлов, женился в 1925 г. на  Элизабет Херринг фон Франкенсдорф (1900-1983)
- Мари Йоханна (1900-1976), вышла замуж в 1920 г. за  Карла Эрнеста, графа Вальдштейн-Вартенберг[чеш.] (1897-1985), владельца поместий Мнихово-Градиште, Духцов, Доксы (город), Штяглава[чеш.], 5 детей.
- Йоханна (1902-1964), вышла замуж в 1921 г. за Карла Иосифа, князя Траутмансдорф-Вайнсберг (1897-1976), владельца поместья Горшовски-Тин, 1 сын.
- Фердинанд Карл Бонавентура (1907-1969), инженер, владелец поместья Гораждёвице, женился в 1933 г. на Генриетте Каролине фон Ледебур-Вихельн (1910-2002), 7 детей, среди которых Мария Аглая Лихтенштейнская.

В апреле 1899 года граф Фердинанд  и его жена Аглая заказали портреты известному художнику-портретисту Филипу де Ласло. Де Ласло охарактеризовал Фердинанда как «самого умного человека в Вене», а его жену назвал "прекрасной графиней". Цена работ оказалась очень высокой, но стороны пришли к соглашению.  Портреты хранятся в замке Яромержице-над-Ракитной.